# Пендлтон (Јужна Каролина)
Пендлтон (енгл. Pendleton) град је у америчкој савезној држави Јужна Каролина.

## Демографија
По попису из 2010. године број становника је 2.964, што је 2 (-0,1%) становника мање него 2000. године.
| Група             | 2000.         | 2010.         |
| Белци             | 1.893 (63,8%) | 2.112 (71,3%) |
| Афроамериканци    | 981 (33,1%)   | 690 (23,3%)   |
| Азијати           | 14 (0,5%)     | 35 (1,2%)     |
| Хиспаноамериканци | 45 (1,5%)     | 47 (1,6%)     |
| Укупно            | 2.966         | 2.964         |